# Зара Разафімахатратра
Зара Разафімахатратра (нар. 24 серпня 1994) — колишня мадагаскарська тенісистка.
Найвищу одиночну позицію світового рейтингу — 545 місце досягла 9 грудня 2013, парну — 489 місце — 12 серпня 2013 року.
Здобула 1 одиночний та 5 парних титулів.

## Фінали ITF

### Одиночний розряд (1–2)
| Легенда          |
| ---------------- |
| турніри $100,000 |
| турніри $75,000  |
| турніри $50,000  |
| турніри $25,000  |
| турніри $10,000  |

| Фінали за покриттям |
| ------------------- |
| Тверде (1–0)        |
| Ґрунт (0–2)         |
| Трава (0–0)         |
| Килим (0–0)         |

| Результат | Ранг | Дата              | Турнір             | Покриття | Суперниця     | Рахунок       |
| --------- | ---- | ----------------- | ------------------ | -------- | ------------- | ------------- |
| Перемога  | 1.   | 15 грудня 2012    | Potchefstroom, ПАР | Тверде   | Естель Касіно | 7–6(5), 6–0   |
| Поразка   | 1.   | 17 листопада 2013 | Уджда, Марокко     | Ґрунт    | Жад Сувріжн   | 6–4, 4–6, 3–6 |
| Поразка   | 2.   | 1 грудня 2013     | Фес, Марокко       | Ґрунт    | Жад Сувріжн   | 5–7, 0–6      |

### Парний розряд (5–2)
| Легенда          |
| ---------------- |
| турніри $100,000 |
| турніри $75,000  |
| турніри $50,000  |
| турніри $25,000  |
| турніри $10,000  |

| Фінали за покриттям |
| ------------------- |
| Тверде (4–2)        |
| Ґрунт (1–0)         |
| Трава (0–0)         |
| Килим (0–0)         |

| Результат | Ранг | Дата              | Турнір                   | Покриття | Партнерка            | Суперниці                                 | Рахунок          |
| --------- | ---- | ----------------- | ------------------------ | -------- | -------------------- | ----------------------------------------- | ---------------- |
| Поразка   | 1.   | 8 грудня 2012     | Potchefstroom, ПАР       | Тверде   | Лінн Кіро            | Кім-Алісе Ґрайдек Керен Шломо             | 6–2, 4–6, [8–10] |
| Перемога  | 1.   | 15 грудня 2012    | Почефструм, ПАР          | Тверде   | Лінн Кіро            | Кім-Алісе Ґрайдек Керен Шломо             | w/o              |
| Перемога  | 2.   | 3 березня 2013    | Шарм-еш-Шейх, Єгипет     | Тверде   | Ілка Черегі          | Наомі Броді Ана Веселинович               | 7–5, 6–3         |
| Перемога  | 3.   | 10 березня 2013   | Шарм-еш-Шейх, Єгипет     | Тверде   | Ілка Черегі          | Олександра Артамонова Дар'я Лебешева      | 6–3, 6–4         |
| Перемога  | 4.   | 17 листопада 2013 | Уджда, Марокко           | Тверде   | Ліна Костал          | Александра Нанкерроу Ольга Паррес Аскойта | 6–3, 7–5         |
| Поразка   | 2.   | 22 лютого 2014    | Шарм-еш-Шейх, Єгипет     | Тверде   | Демі Схюрс           | Ана Веселинович Євгенія Пашкова           | 2–6, 1–6         |
| Перемога  | 5.   | 12 червня 2015    | Антананаріву, Мадагаскар | Ґрунт    | Сандра Андріамаросоа | Мадрі Ле Ру Лінікес Терон                 | 6–3, 6–2         |

## Юніорські фінали ITF
| Великий Шлем |
| Категорія GA |
| Категорія G1 |
| Категорія G2 |
| Категорія G3 |
| Категорія G4 |
| Категорія G5 |

### Одиночний розряд (7–6)
| Результат | Ранг | Дата              | Турнір             | Grade | Покриття | Суперниця              | Рахунок            |
| --------- | ---- | ----------------- | ------------------ | ----- | -------- | ---------------------- | ------------------ |
| Поразка   | 1.   | 30 листопада 2008 | Бужумбура, Бурунді | G5    | Ґрунт    | Ніріантса Расоломалала | 3–6, 1–6           |
| Поразка   | 2.   | 12 грудня 2008    | Найробі, Кенія     | G4    | Ґрунт    | Ніріантса Расоломалала | 4–6, 4–6           |
| Перемога  | 1.   | 6 серпня 2009     | Віндгук, Намібія   | G4    | Тверде   | Ніріантса Расоломалала | 7–6(7–2), 7–6(7–4) |
| Поразка   | 3.   | 12 серпня 2009    | Габороне, Ботсвана | G4    | Тверде   | Сара Іве               | 2–6, 6–4, 4–6      |
| Поразка   | 4.   | 6 грудня 2009     | Кампала, Уганда    | G4    | Ґрунт    | Ніріантса Расоломалала | 6–1, 4–6, 0–6      |
| Перемога  | 2.   | 10 грудня 2009    | Найробі, Кенія     | G4    | Ґрунт    | Ніріантса Расоломалала | 6–1, 6–7(3–7), 6–1 |
| Перемога  | 3.   | 12 березня 2010   | Potchefstroom, ПАР | G2    | Тверде   | Дженніфер Рен          | 6–4, 6–1           |
| Поразка   | 5.   | 4 квітня 2010     | Абуджа, Нігерія    | G2    | Тверде   | Унс Джабір             | 6–1, 2–6, 6–7(2–7) |
| Перемога  | 4.   | 8 квітня 2010     | Абуджа, Нігерія    | B2    | Тверде   | Нур Аббес              | 3–6, 6–3, 7–5      |
| Поразка   | 6.   | 11 березня 2011   | Почефструм, ПАР    | G2    | Тверде   | Донна Векич            | 3–6, 4–6           |
| Перемога  | 5.   | 3 квітня 2011     | Габороне, Ботсвана | G2    | Тверде   | Нур Аббес              | 6–2, 6–2           |
| Перемога  | 6.   | 8 квітня 2011     | Габороне, Ботсвана | B2    | Тверде   | Нур Аббес              | 7–5, 6–2           |
| Перемога  | 7.   | 30 липня 2011     | Преторія, ПАР      | G4    | Тверде   | Керстін Ґресманн       | 6–0, 6–0           |

### Парний розряд (10–4)
| Результат | Ранг | Дата              | Турнір                       | Grade | Покриття | Партнерка              | Суперниці                             | Рахунок                    |
| --------- | ---- | ----------------- | ---------------------------- | ----- | -------- | ---------------------- | ------------------------------------- | -------------------------- |
| Поразка   | 1.   | 30 листопада 2008 | Бужумбура, Бурунді           | G5    | Ґрунт    | Valeria Bhunu          | Ясмін Ебада Анн-Софі Руф'їкірі        | 3–6, 3–6                   |
| Поразка   | 2.   | 12 грудня 2008    | Найробі, Кенія               | G4    | Ґрунт    | Valeria Bhunu          | Ніріантса Расоломалала Кейля Чана Шер | 3–6, 7–5, 3–6              |
| Поразка   | 3.   | 26 липня 2009     | Віндгук, Намібія             | G4    | Тверде   | Ніріантса Расоломалала | Адрі Лохнер Мікайла Моркел-Брінк      | 3–6, 6–4, [9–11]           |
| Перемога  | 1.   | 6 серпня 2009     | Віндгук, Намібія             | G4    | Тверде   | Ніріантса Расоломалала | Сара Іве Велма Люс                    | 6–7(7–9), 7–6(7–3), [10–5] |
| Перемога  | 2.   | 12 серпня 2009    | Габороне, Ботсвана           | G4    | Тверде   | Ніріантса Расоломалала | Лора Діґмен Трейсі Плант              | 6–1, 7–6(7–3)              |
| Перемога  | 3.   | 28 листопада 2009 | Кігалі, Руанда               | G5    | Ґрунт    | Ніріантса Расоломалала | Елліса Болл Ясмін Ебада               | 6–3, 6–1                   |
| Перемога  | 4.   | 6 грудня 2009     | Кампала, Уганда              | G4    | Ґрунт    | Ніріантса Расоломалала | Наташа Фаурауклас Трейсі Плант        | 6–3, 6–4                   |
| Перемога  | 5.   | 10 грудня 2009    | Найробі, Кенія               | G4    | Ґрунт    | Ніріантса Расоломалала | Stephanie N'tcha Веруска Ван Вік      | 6–7(4–7), 6–4, [10–8]      |
| Перемога  | 6.   | 19 березня 2010   | Преторія, ПАР                | G2    | Тверде   | Ніріантса Расоломалала | Їсалін Бонавентюре Ілінка Стоїка      | 2–6, 6–4, [10–6]           |
| Поразка   | 4.   | 4 квітня 2010     | Абуджа, Нігерія              | G2    | Тверде   | Ніріантса Расоломалала | Нур Аббес Унс Джабір                  | 3–6, 3–6                   |
| Перемога  | 7.   | 8 квітня 2010     | Абуджа, Нігерія              | B2    | Тверде   | Ніріантса Расоломалала | Сохіні Гхош Анн-Софі Руф'їкірі        | 7–6(8–6), 6–2              |
| Перемога  | 8.   | 30 липня 2011     | Преторія, ПАР                | G4    | Тверде   | Джессі Нора Ґрейс      | Дане Жубер Каріта Мулмен              | 7–5, 6–2                   |
| Перемога  | 9.   | 16 вересня 2011   | Монреаль, Канада             | G3    | Тверде   | Ганна Позніхіренко     | Глорія Лянг Ерін Рутліфф              | 6–2, 6–3                   |
| Перемога  | 10.  | 17 червня 2012    | Оффенбах-на-Майні, Німеччина | G1    | Ґрунт    | Ілка Черегі            | Діана Боголій Олена Остапенко         | 6–0, 3–6, [10–7]           |